# Hanne Bender
Hanne Bender (født 6. september 1959) er en dansk advokat.
Hanne Bender blev cand. jur. fra Københavns Universitet 1983, advokat med møderet for landsretten i 1987 og forsvarede i 1998 på en ph.d.-afhandling om it-ret. 
Hanne Bender er en af pionererne inden for dansk it-ret, bl.a. som lektor på Aarhus Universitet, hvor hun fra 1987 var med til at starte it-retsstudiet og 1998 erhvervede en hun ph.d. grad for afhandlingen "EDB-rettigheder". 
I 1997 startede hun sit advokatfirma, Bender.dk, med spidskompetence inden for it-retten. Firmaet fusionerede i 2005 og skiftede navn til Bender von Haller Dragsted, hvor hun var medejer frem til 2011.  Samme år startede hun det nye firma Bender, også det med specielle i it-juridisk rådgivning. 
Hanne Bender har arbejdet med nogle af Danmarks store virksomheder og organisationer. samt hos det offentlige og i kommunerne i Danmark, Grønland og Færøerne. Hun har skrevet flere artikler og bøger. Hun har også foredragsholder og haft betydelige tillidshverv. Hun har været voldgiftsdommer i flere IT-retssager.